# Léa van der Zwalmen
Léa Van Der Zwalmen, née le 15 février 1996 à Louvain en Belgique, est une joueuse française de jeu de raquettes et de jeu de paume, et l’actuelle championne du monde de jeu de raquettes. Elle est invaincue en raquettes depuis le premier Championnat du monde féminin en 2015. En jeu de paume, elle représente le Jeu de Paume de Bordeaux à Mérignac et occupe la 2ᵉ place du classement mondial féminin. Elle dispute deux finales de Championnats du monde en simple et remporte deux titres en double à l’Open de France 2022 et à l’US Open 2025. À l’Open d’Australie 2025, elle devient la deuxième joueuse à participer au tableau principal (mixte) d’un championnat Open. Elle représente également la France en squash junior et pratique aussi le padel.

## Carrière

### Squash
Léa Van Der Zwalmen commence à jouer au squash à l'âge de 8 ans alors qu'il vivait à Toulouse. Elle devient capitaine de l'équipe de France aux Championnats du monde juniors de squash féminin en 2013 à Wrocław, en Pologne. Elle perd au premier tour contre la Canadienne Alison Richmond,. Dans l'épreuve par équipes, elle mene l'équipe de France au barrage pour la 10e place contre la Colombie. Elle participe aux Championnats de France des moins de 19 ans en 2015, qu'elle remporte après avoir été vice-championne pendant huit ans. Elle atteint son meilleur classement mondial à la 160éme place en février 2015. 

### Jeu de raquettes
Léa Van Der Zwalmen commence à jouer au jeu de raquettes alors qu'elle étudie au Clifton College. Elle remporte les championnats seniors simples des étudiants en 2014 et 2015 .Elle remporte l'Open britannique dès sa première participation en 2015. Elle participe, en 2015, au tout premier Championnat du monde féminin de jeu de raquettes, qu'elle remporte en battant Claire Fahey trois manches à une en finale. Par la suite, elle remporte les championnats du monde en 2017, 2019, 2022 et 2024, et reste à ce jour la seule joueuse championne du monde de jeu de raquettes. Elle est également finaliste du championnat du monde de double féminin en 2020, puis devient championne du monde de double en 2023 et en 2025.

### Jeu de Paume
Léa Van Der Zwalmen commence à jouer au jeu de Paume au Queen's Club de Londres après sa deuxième victoire aux Championnats du monde de jeu de raquettes en 2017, avec pour objectif déclaré de battre la championne du monde en titre, Claire Fahey,. 
Elle fait ses débuts à l’Open de France 2017 à Paris, où elle perd son simple au premier tour face à la championne néerlandaise Saskia Bollerman. L’année suivante, elle atteint les demi-finales de l’Open britannique à Seacourt et la finale de l’Open de France à Paris, s’inclinant face à Claire Fahey à chaque fois. Fin 2018, elle atteint la deuxième place du classement mondial féminin.
En 2019, elle devient la cinquième femme à obtenir un handicap inférieur à 20 depuis l’introduction du système de handicap moderne en 2002. En plus d’atteindre sa première finale de l’Open britannique, elle devient la première femme à concourir pour la Raquette d’Or (le championnat amateur de France) en atteignant les demi-finales. Elle participe également au qualification du British Open (mixte), devenant la deuxième femme à y prendre part après Claire Fahey.
En 2022, le Championnat du monde de jeu de paume se tient en France, au Palais de Fontainebleau, pour la première fois depuis 2013. Léa Van Der Zwalmen, bien qu’elle n’ait jamais participé à un véritable championnat du monde auparavant, souhaite vaincre la championne en titre Claire Fahey et ne prend donc part qu’à la compétition en simple. Elle atteint la finale, mais s’incline face à Fahey 6/0 6/2.
Plus tard cette année-là, elle participe au double de l’Open de France avec Saskia Bollerman. Elles affrontent en finale Claire Fahey et Nicola Doble et remportent le match 6/4 6/4. Il s’agit de ca première victoire en Open et de la première fois que Claire Fahey est battue en simple ou en double féminin depuis 2009
Elle participe à nouveau au Championnat du monde en 2023, où elle perd encore contre Fahey 6/1 6/1. En double, elle fait de nouveau équipe avec Bollerman et atteint la finale, mais perd contre Claire Fahey et Tara Lumley 6/4 6/5, soit le score le plus serré jamais enregistré dans une finale de Championnat du monde féminin,. Elle participe également à l’US Open pour la deuxième fois, atteignant les finales en simple et en double.
En 2024, Léa Van Der Zwalmen est capitaine de l’équipe du Reste du Monde lors de la deuxième édition de la Ladies Bathurst Cup au Royal Melbourne Tennis Club. Elle remporte ses quatre matchs du tableau principal contre la Grande-Bretagne et soulève le trophée. Lors de la même tournée, Elle fait ses débuts à l’Open d’Australie féminin ainsi qu’à l’Australian Amateur masculin à Hobart, atteignant la finale du premier. À l’Open de France de la même année, elle atteint la finale en simple et en double. Elle accède également une nouvelle fois à la finale de la Raquette d’Or.
En 2025, Elle devient la deuxième joueuse à participer au tableau principal d’un Open masculin, perdant au premier tour de l’Open d’Australie. En catégorie féminine, elle atteint sa deuxième finale de l’Open d’Australie, en simple comme en double. À l’US Open 2025, elle atteint la finale du tableau simple et remporte le double avec Annie Clark.

### Padel
Léa Van Der Zwalmen a également commencé à participer à des tournois de padel et participe à des tournois féminins P250 et P500.

## Palmarés

### Jeu de raquettes
- Simple :
  - Championne du Monde (5) : 2015, 2017, 2018, 2020, 2024

- Double :
  - Championne du Monde (2) : 2023, 2025

### Jeu de Paume
- Simple :
  - Vice-Championne du Monde : 2022, 2023
- Double :
  - Vice-Championne du Monde de double : 2023
  - Open de France : 2022
  - US Open : 2025